# Astrapogon
Astrapogon es un género de peces de la familia Apogonidae, del orden Perciformes. Es nativa del Océano Atlántico y fue descubierta por Henry Weed Fowler en 1907.

## Especies
Especies reconcidas del género:
- Astrapogon alutus (D. S. Jordan & C. H. Gilbert, 1882)
- Astrapogon puncticulatus (Poey, 1867)
- Astrapogon stellatus (Cope, 1867)

### Lectura recomendada
- Eschmeyer, William N., ed. 1998. Catalog of Fishes. Special Publication of the Center for Biodiversity Research and Information, no. 1, vol 1-3. 2905.
- Nelson, Joseph S. 1994. Fishes of the World, Third Edition. xvii + 600.